# David Cañada
Cañada  García est un nom espagnol. Le premier nom de famille, en général paternel, est Cañada ; le second, en général maternel, souvent omis, est García.
David Cañada Garcia, né le 14 mars 1975 à Saragosse et mort le 28 mai 2016, est un coureur cycliste espagnol, professionnel de 1996 à 2008. Reconnu avant tout pour ses qualités de rouleur et d'équipier, il remporta néanmoins plusieurs courses par étapes, dont le Tour de Catalogne en 2006.

## Biographie
David Cañada commence sa carrière professionnelle en 1996 au sein de l'équipe Once. Après une bonne saison en 2000, durant laquelle il remporte le Circuit de la Sarthe et le Tour de Murcie, et porte le maillot de meilleur jeune du Tour de France pendant 2 jours, il signe pour l'équipe Mapei, puis pour Quick Step-Davitamon. Après trois saisons décevantes, il quitte la Quick Step. Au sein de l'équipe Saunier Duval-Prodir nouvellement créée, il réalise de bons résultats (10e du Tour de Suisse), jusqu'à remporter en 2006 le Tour de Catalogne, sa principale victoire.
En octobre 2008, David Cañada se fait enlever des ganglions à l'aisselle du bras gauche. Soigné pour un mélanome dès 2007, il suit un traitement anti-cancéreux, en espérant pouvoir reprendre la compétition à la fin de l'année 2009. Une place au sein de l'équipe Fuji-Servetto lui est garantie, soit en tant que coureur, soit au sein de l'encadrement,, mais le revirement tardif de l'équipe met fin à ses espoirs de reprendre la compétition, et il annonce la fin de sa carrière professionnelle le 21 janvier 2010. Il annonce aussi être guéri du cancer dont il souffrait.
Il meurt accidentellement le 28 mai 2016 au cours d'une course cyclotouriste en Espagne.

## Palmarès

### Palmarès amateur
- 1992
  - 2e du championnat d'Espagne de course au points juniors
  - 2e du Tour de Pampelune
- 1993
  - 2e du Tour de Pampelune
- 1994
  - Tour de Salamanque
  - Prueba Alsasua

### Palmarès professionnel
- 1997
  - 2e du Tour des vallées minières
  - 3e du Tour de l'Alentejo
- 2000
  - Tour de Murcie :
    - Classement général
    - 4e et 5e (contre-la-montre) étapes

  - Circuit de la Sarthe :
    - Classement général
    - 4e étape (contre-la-montre)

  - 1re étape du Tour de Catalogne (contre-la-montre par équipes)
  - 4e étape du Tour de France (contre-la-montre par équipes)
  - 6e de la Classique de Saint-Sébastien
- 2003
  - 3e du Tour de Luxembourg
- 2004
  - 10e du Tour de Suisse
- 2005
  - 3e du Tour de Cologne
- 2006
  - Classement général du Tour de Catalogne
- 2007
  - 3e du Tour de Géorgie

## Résultats sur les grands tours

### Tour de France
5 participations
- 2000 : 33e, vainqueur de la 4e étape (contre-la-montre par équipes)
- 2003 : 56e
- 2005 : 63e
- 2006 : abandon (13e étape)
- 2007 : 103e

### Tour d'Italie
4 participations
- 1999 : 89e
- 2004 : 18e
- 2007 : 59e
- 2008 : 58e

### Tour d'Espagne
6 participations
- 2001 : abandon (21e étape)
- 2002 : 50e
- 2003 : 51e
- 2004 : 47e
- 2005 : non-partant (19e étape)
- 2006 : 88e